# Cryptolabis pallidivena
Cryptolabis pallidivena är en tvåvingeart som beskrevs av Alexander 1969. Cryptolabis pallidivena ingår i släktet Cryptolabis och familjen småharkrankar.
Artens utbredningsområde är Panama. Inga underarter finns listade i Catalogue of Life.